# Julgamento dos líderes da independência da Catalunha
O julgamento dos líderes da independência da Catalunha, legalmente chamado Causa especial 20907/2017 do Supremo Tribunal de Espanha, e popularmente conhecido como Causa del procés, foi um julgamento oral que teve início em 12 de fevereiro de 2019 no Supremo Tribunal de Espanha. O caso foi julgado por sete juízes e presidido pelo juiz Manuel Marchena. O juiz Pablo Llarena já havia coordenado uma instrução entre outubro de 2017 e julho de 2018, como resultado de 12 pessoas julgadas, incluindo o ex-vice-presidente Oriol Junqueras do governo regional e a maioria do gabinete, além dos ativistas políticos Jordi Sànchez e Jordi Cuixart e Carme Forcadell, ex-presidente do Parlamento da Catalunha. Alguns réus permaneceram em prisão preventiva, sem fiança, desde o início da instrução, de modo que já cumpriram parte de sua sentença.
Os acusados foram julgados pelos eventos em torno da organização e celebração do referendo de independência catalã de 2017, depois de declarado ilegal e suspenso pelo Tribunal Constitucional da Espanha, pela aprovação de leis para anular a Constituição da Espanha e o Estatuto de Autonomia da Catalunha que foram declarados ilegais e a declaração de independência da Catalunha em 27 de outubro de 2017.
O julgamento terminou oficialmente em 12 de junho de 2019. Um veredicto unânime dos sete juízes que julgaram o caso foi tornado público em 14 de outubro de 2019. Nove dos 12 acusados receberam sentenças de prisão por crimes de sedição; deles, cinco também foram considerados culpados de uso indevido de fundos públicos. Suas sentenças variaram de 9 a 13 anos. Os três acusados restantes foram considerados culpados de desobediência e foram condenados a pagar uma multa, mas não receberam pena de prisão. O tribunal rejeitou as acusações de rebelião. Alguns dos réus do julgamento manifestaram sua intenção de apelar ao Tribunal Constitucional da Espanha e ao Tribunal Europeu de Direitos Humanos. Diversos protestos ocorreram e estão a ocorrer devido a esse julgamento.